# 锡波塔内阿
锡波塔内阿是巴西米纳斯吉拉斯州的一个市镇。总面积153.435平方公里，总人口6539人，人口密度42.6人/平方公里。